# Bọn làm bạc giả
Bọn làm bạc giả (French: Les faux-monnayeurs) xuất bản năm 1925 là tiểu thuyết trinh thám nổi tiếng của André Gide, người đoạt giải Nobel Văn học năm 1947.
Câu chuyện xoay quanh Bernard - một bạn học của Olivier, đang chuẩn bị học đại học - phát hiện ra anh ta là con hoang và coi đó là một lý do để chạy ra khỏi nhà. Anh ta dành một đêm trên giường của Olivier (nơi thảo luận về tình dục với Olivier kể lại một chuyến thăm gần đây một cô gái điếm và làm thế nào anh ta không thấy thú vị). Sau khi Bernard đánh cắp vali của Edouard, chú của Olivier, và các biến chứng sau đó, là thư ký của Edouard. Olivier là ghen tị và kết thúc trong tay của Comte diabolical de Passavant đầy hoài nghi, người đi với anh ta đến Địa Trung Hải.